# Манкильо, Хавьер
Хавье́р Манки́льо Гайта́н (исп. Javier Manquillo Gaitán; 5 мая 1994, Чинчон,Испания) — испанский футболист, защитник клуба «Сельта».

## Клубная карьера
Хавьер начинал свою карьеру в академии мадридского «Реала», но в 2007 г. перешёл в систему «Атлетико Мадрид». В сезоне 2011/12 защитник начал выходить на поле в составе «Атлетико Б», отыграв тринадцать игр чемпионата.
Хавьер успешно выступал за молодёжную команду клуба, однако в составе главной команды на различных турнирах появлялся разве что на скамейке запасных.
В примере сезона 2013/14 вышел на поле 3 раза, что позволило по итогу сезона получить медали чемпиона Испании.
В полуфинальном матче кубка Испании против "Реала"(0:2), получил травму позвонка при столкновении с Криштиану Роналду.
6 августа 2014 года перешёл в английский «Ливерпуль» на правах двухгодичного арендного соглашения. В официальных матчах за новый клуб дебютировал в первом туре Английской Премьер-лиги против «Саутгемптона» (2-1). После года аренды, «Ливерпуль» разорвал контракт с Хавьером, который вернулся в «Атлетико Мадрид». В 2015 был на год отдан в аренду в «Марсель».
25 августа 2016 был отдан в аренду на один год в «Сандерленд».
В матче 38 тура АПЛ 16/17 отметился дебютным голом за Сандерленд.
21 июля 2017 подписал трехлетний контракт с «Ньюкасл Юнайтед».
29 июля 2020 продлил контракт с "Сороками" до лета 2024 года.
9 сентября 2021 забил свой первый год за Ньюкасл в ворота Манчестер Юнайтед.

## Карьера в сборной
Хавьер играл в различных юношеских сборных Испании. В составе сборной Испании (до 19 лет) он стал чемпионом Европы в возрастной категории до 19 лет 2012 года.

## Достижения
Атлетико Мадрид
- Чемпион Испании: 2013/14
- Победитель Суперкубка УЕФА: 2012

Сборная Испании
- Победитель чемпионата Европы (до 19 лет): 2012

## Личная жизнь
Брат-близнец Хавьера, Виктор — тоже футболист. Он выступает за вторую команду «Райо Вальекано».